# William Wayne Babcock
William Wayne Babcock (* 10. Juni 1872 in East Worcester, New York; † 23. Februar 1963) war ein US-amerikanischer Mediziner und Wissenschaftler. Er entwickelte eine Methode des Venenstrippings zur Behandlung von Krampfadern.

## Leben
Babcock wurde am 10. Juni 1872 in East Worcester im Staat New York geboren und absolvierte sein Medizinstudium in Baltimore. Im Jahr 1893 promovierte er im Alter von 21 Jahren. Im Anschluss daran begann er die Ausbildung in der Chirurgie im St. Mark's Hospital in Salt Lake City, zog aber schon bald nach Philadelphia, wo er in verschiedenen Instituten arbeitete. 1903 wurde er Leiter der Frauenklinik und der Chirurgischen Klinik der Temple University. Diese Position hatte er bis zu seinem Ruhestand im Jahr 1943 inne. Im Verlauf seiner medizinischen Karriere publizierte Babcock mehr als 350 wissenschaftliche Veröffentlichungen.
Babcock war verheiratet und hatte drei Töchter. Er starb im Alter von 90 Jahren am 23. Februar 1963.

### Babcock-Operation
Babcock entwickelte unter anderem ein operatives Verfahren zur chirurgischen Entfernung der Stammvenen der Beine bei Varikosis. Diese Operation erfolgte mittels einer Sonde, die am Knöchel in die Vene eingeführt, bis zur Leiste durchgeleitet und dann wieder aus dem Bein gezogen wird, wobei die eichelförmige Sonde die Vene mitreißt. Babcocks Methode stellte eine Alternative gegenüber den damals üblichen chirurgischen Verfahren dar, bei denen das Bein in der gesamten Länge geöffnet wurde.  Fast zeitgleich mit Babcock wurde am Johanniter-Krankenhaus in Stendal eine Methode entwickelt die durch Gotthold Friedel im Jahr 1908 beschrieben wurde, bei der ein über anderthalb Meter langer zirkulärer Schnitt die Varize zerstören sollte. Daraus wurde eine etablierte Vorgehensweise der damaligen Zeit. Diesen Spiralschnitt nach Rindfleisch und Friedel, bzw. die Powell's Operation führte Babcock in Philadelphia auch selbst durch. Von seiner neuen Methode berichtete Babcock im Jahr 1907 im New York Medical Journal. Im deutschsprachigen Raum stellte erstmals der Chefarzt des Hamburger Hafenkrankenhauses, Karl Lauenstein auf dem Chirurgenkongress in Berlin im Jahr 1911 Babcocks Methode vor. Die Babcock-Operation setzte sich nur langsam durch und war erst um 1930 in den chirurgischen Lehrbüchern vertreten.

## Ehrungen und Auszeichnungen
Babcock erhielt die Ehrenverdienst-Medaille in Gold der American Medical Association. Zudem wurde nach seinem Ausscheiden die Chirurgische Klinik der Temple University nach ihm benannt. Bereits 1905 hatte sich eine durch Babcock inspirierte Gruppe von Studenten an der Temple University zur Babcock Surgical Society zusammengeschlossen. Diese Gesellschaft existiert noch heute.

## Veröffentlichungen
- Principles and Practice of Surgery, Philadelphia 1944